# رالف كوبر هاتشيسون
رالف كوبر هاتشيسون (بالإنجليزية: Ralph Cooper Hutchison) هو مبشر أمريكي، ولد في 27 فبراير 1898 في كولورادو في الولايات المتحدة، وتوفي في 15 مارس 1966 في Bryn Mawr Hospital ‏ في الولايات المتحدة.